# Liste der Bodendenkmäler in Bernried (Niederbayern)
Auf dieser Seite sind die Bodendenkmäler in der niederbayerischen Gemeinde Bernried zusammengestellt. Diese Tabelle ist eine Teilliste der Liste der Bodendenkmäler in Bayern. Grundlage ist die Bayerische Denkmalliste, die auf Basis des Bayerischen Denkmalschutzgesetzes vom 1. Oktober 1973 erstmals erstellt wurde und seither durch das Bayerische Landesamt für Denkmalpflege geführt wird. Die folgenden Angaben ersetzen nicht die rechtsverbindliche Auskunft der Denkmalschutzbehörde.

## Bodendenkmäler der Gemeinde

### Bodendenkmäler im Ortsteil Bernried
| Lage                             | Objekt | Akten-Nr.     | Bild           |
| -------------------------------- | --- | ------------- | -------------- |
| Bernried (Standort)              | Burgruine Pitzen Burgstall des Mittelalters.                                                                                           | D-2-7043-0001 |                |
| Bernried Kirchplatz 1 (Standort) | Untertägige mittelalterliche und frühneuzeitliche Befunde und Funde im Bereich der Katholischen Pfarrkirche St. Katharina in Bernried. | D-2-7043-0006 | weitere Bilder |

### Bodendenkmäler im Ortsteil Edenstetten
| Lage                               | Objekt | Akten-Nr.     | Bild           |
| ---------------------------------- | --- | ------------- | -------------- |
| Edenstetten Kirchweg 10 (Standort) | Untertägige mittelalterliche und frühneuzeitliche Befunde und Funde im Bereich der Katholischen Pfarrkirche St. Nikolaus und des Kirchhofes in Edenstetten. | D-2-7143-0139 | weitere Bilder |

### Bodendenkmäler im Ortsteil Egg
| Lage           | Objekt | Akten-Nr.     | Bild           |
| -------------- | --- | ------------- | -------------- |
| Egg (Standort) | Schloss Egg Untertägige mittelalterliche und frühneuzeitliche Befunde und Funde im Bereich des Burgstalles und Schlosses von Egg. | D-2-7143-0001 | weitere Bilder |
| Egg (Standort) | Mittelalterliche und frühneuzeitliche Funde und Befunde im Bereich der Wüstung Kötzting.                                          | D-2-7143-0260 |                |